# Yuto Takeoka
Yuto Takeoka (født 24. juni 1986) er en japansk fodboldspiller.
Han har spillet for flere forskellige klubber i sin karriere, herunder Yokohama FC og Kawasaki Frontale.